# 布萊斯 (亞利桑那州)
布萊斯（英語：Bryce）是位於美國亞利桑那州葛蘭姆縣的一個人口普查指定地區。根據2010年美國人口普查，該地人口為175人，而該地的面積約為2.18平方千米。

## 地理
布萊斯的座標為32°55′44″N 109°49′40″W / 32.92889°N 109.82778°W，而該地最高點為海拔高度861米（即2825英尺）。